# Мікель Оярсабаль
Міке́ль Оярса́баль Уга́рте (баск. Mikel Oyarzabal Ugarte; нар. 21 квітня 1997, Ейбар) — іспанський футболіст, лівий вінгер клубу «Реал Сосьєдад» та збірної Іспанії.

## Клубна кар'єра
Народився 21 квітня 1997 року в місті Ейбар. Розпочав займатись футболом в однойменній команді, з якої у 2011 році він приєднався до юніорської команди «Реал Сосьєдада». Сезон 2013/14 Мікель провів на правах оренди в юнацькій команді свого рідного «Ейбара».
У сезоні 2014/15 молодий гравець почав виступи за «Реал Сосьєдад Б» у Сегунді, взявши участь у 13 матчах чемпіонату. З наступного сезону гравець став залучатися до матчів першої команди. Його дебют за першу команду відбувся 25 жовтня 2015 року у матчі Ла Ліги проти «Леванте». 9 квітня 2016 року молодий баск забив переможний м'яч у ворота «Барселони». 3 квітня 2021 року Оярсабаль забив єдиний гол у фіналі Кубка Іспанії 2020 з пенальті в ворота «Атлетік Більбао» (1:0), що дозволило «Реал Сосьєдаду» виграти свій перший трофей за 34 роки. Станом на 7 серпня 2021 року відіграв за клуб із Сан-Себастьяна 202 матчі в національному чемпіонаті.

## Виступи за збірні
2015 року дебютував у складі юнацької збірної Іспанії, взяв участь у 6 іграх на юнацькому рівні.
З 2017 року залучався до складу молодіжної збірної Іспанії, з якою став фіналістом молодіжного чемпіонату Європи 2017 року та переможцем наступного молодіжного чемпіонату Європи 2019 року. Всього на молодіжному рівні зіграв у 25 офіційних матчах і забив 8 голів.
29 травня 2016 року дебютував в офіційних іграх у складі національної збірної Іспанії в матчі проти збірної Боснії і Герцеговини.
У 2021 році Оярсабаль став півфіналістом чемпіонату Європи 2020. На турнірі він був основним гравцем і зіграв у всіх 6 іграх, а в грі 1/8 фіналу з Хорватією (5:3) забив гол. Наступного місяця у складі Олімпійської збірної Мікель поїхав на футбольний турнір Олімпійських ігор-2020 у Токіо, де іспанці здобули срібні нагороди, а сам Оярсабаль зіграв на турнірі у 6 іграх і забив 3 голи, в тому числі і один у фіналі проти Бразилії (1:2).

## Статистика виступів

### Статистика клубних виступів
| Сезон                       | Команда                     | Чемпіонат                   | Чемпіонат | Чемпіонат | Національний кубок | Національний кубок | Національний кубок | Континентальні кубки | Континентальні кубки | Континентальні кубки | Інші змагання | Інші змагання | Інші змагання | Усього | Усього |
| Сезон                       | Команда                     | Ліга                        | Ігор      | Голів     | Ліга               | Ігор               | Голів              | Ліга                 | Ігор                 | Голів                | Ліга          | Ігор          | Голів         | Ігор   | Голів  |
| --------------------------- | --------------------------- | --------------------------- | --------- | --------- | ------------------ | ------------------ | ------------------ | -------------------- | -------------------- | -------------------- | ------------- | ------------- | ------------- | ------ | ------ |
| 2014–15                     | «Реал Сосьєдад Б»           | СДБ (ІІІ)                   | 5         | 0         | -                  | -                  | -                  | -                    | -                    | -                    |               | -             | -             | 5      | 0      |
| 2015–16                     | «Реал Сосьєдад Б»           | СДБ (ІІІ)                   | 8         | 3         | -                  | -                  | -                  | -                    | -                    | -                    | -             | -             | -             | 8      | 3      |
| Усього за «Реал Сосьєдад Б» | Усього за «Реал Сосьєдад Б» | Усього за «Реал Сосьєдад Б» | 13        | 3         |                    | -                  | -                  |                      | -                    | -                    |               | -             | -             | 13     | 3      |
| 2015–16                     | «Реал Сосьєдад»             | ПД                          | 22        | 6         | КІ                 | 2                  | 0                  | -                    | -                    | -                    | -             | -             | -             | 24     | 6      |
| 2016–17                     | «Реал Сосьєдад»             | ПД                          | 38        | 2         | КІ                 | 5                  | 2                  | -                    | -                    | -                    | -             | -             | -             | 43     | 4      |
| 2017–18                     | «Реал Сосьєдад»             | ПД                          | 29        | 10        | КІ                 | 2                  | 0                  | ЛЄ                   | 6                    | 2                    | -             | -             | -             | 37     | 12     |
| Усього за «Реал Сосьєдад»   | Усього за «Реал Сосьєдад»   | Усього за «Реал Сосьєдад»   | 89        | 18        |                    | 9                  | 2                  |                      | 6                    | 2                    |               | -             | -             | 104    | 22     |
| Усього за кар'єру           | Усього за кар'єру           | Усього за кар'єру           | 102       | 21        |                    | 9                  | 2                  |                      | 6                    | 2                    |               | -             | -             | 117    | 25     |

## Титули і досягнення
- Володар Кубка Іспанії (1):

«Реал Сосьєдад»: 2019/20
- Чемпіон Європи (U-21): 2019
- Срібний олімпійський призер (1): 2020
- Чемпіон Європи: 2024[9]